# Sigmodon alstoni
Espèce
Statut de conservation UICN

 LC  : Préoccupation mineure
Sigmodon alstoni est une espèce de rongeurs de la famille des Cricetidae. On le trouve au Brésil, en Colombie, en Guyane, au Suriname et au Venezuela.
Sigmodon alstoni est le réservoir de virus (Guanarito) de la fièvre hémorragique du Venezuela.